# Daniel Narcisse
Daniel Narcisse (12 de diciembre de 1979, Saint-Denis, Reunión) es un exjugador francés de balonmano. Su último equipo fue el Paris Saint-Germain Handball. Anteriormente jugó para el Chambéry Savoie Handball de Francia, en dos etapas distintas. Jugó en la posición de central aunque también puede jugar de lateral izquierdo. Fue un componente de la selección de balonmano de Francia.
Recibió el apodo de Air France, por su potente salto en vertical, que le permite anotar muchos goles.
A nivel individual, su mejor año fue el 2008 donde fue elegido mejor lateral izquierdo de los Juegos Olímpicos de Beijing, de la Liga de Francia y del Campeonato Europeo, donde también fue el cuarto máximo goleador del torneo.
En agosto de 2010, sufrió una rotura de ligamento cruzado ante el BM Aragón que lo apartó de las pistas de 6 a 8 meses.
En enero de 2013, fue elegido como el Mejor Jugador del Año por la IHF de 2012, superando a Mikkel Hansen.

## Equipos
- Joinville Sports (1995-1998)
- Chambéry Savoie Handball (1998-2004)
- VfL Gummersbach (2004-2007)
- Chambéry Savoie Handball (2007-2009)
- THW Kiel (2009-2013)
- Paris Saint-Germain (2013-2018)

## Palmarés

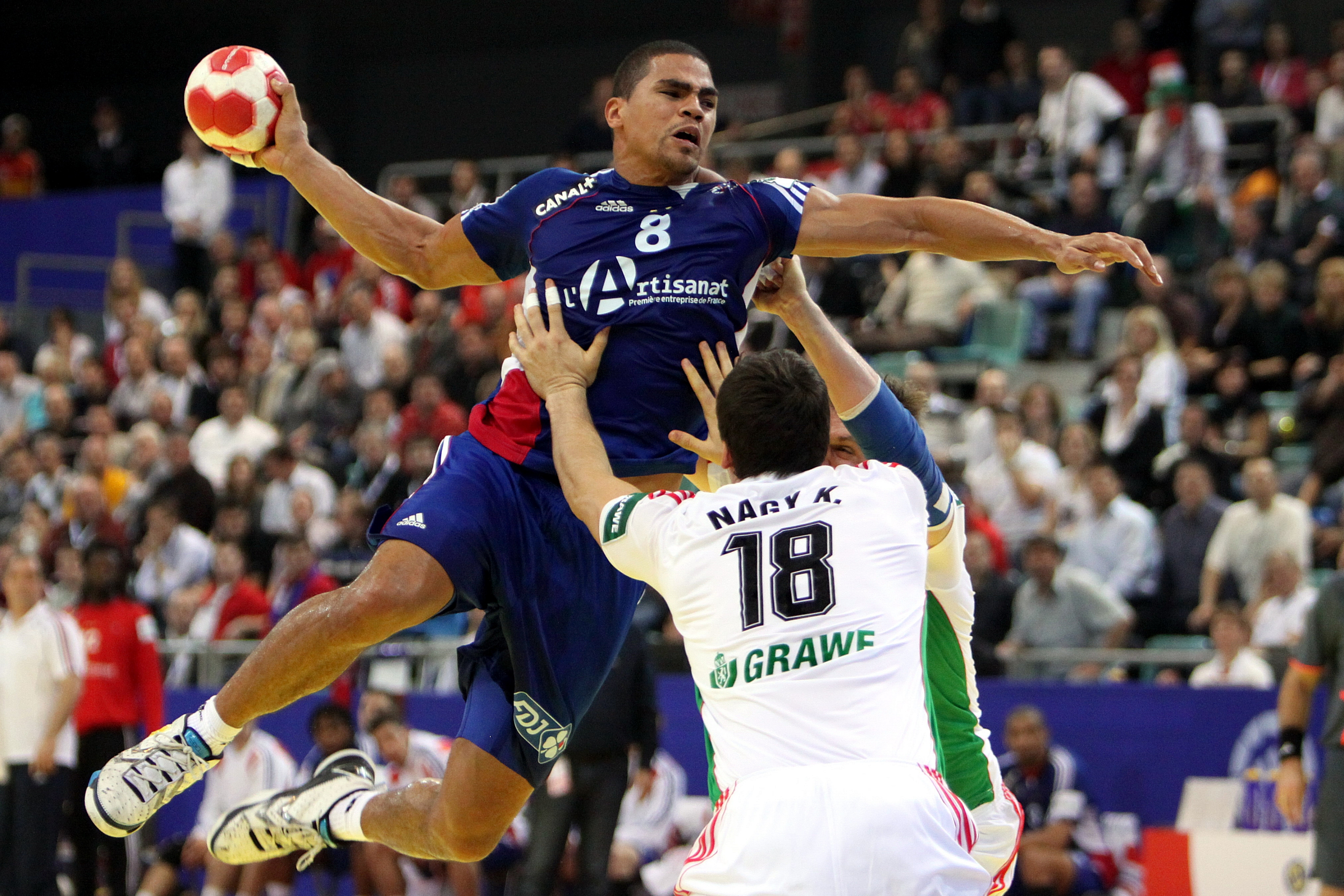
Narcisse, con la selección francesa en 2010.

### THW Kiel
- Liga de Campeones (2010 y 2012)
- Bundesliga (2010 y 2012)
- Copa de Alemania (2011 y 2012)
- Supercopa de Alemania (2011)
- Mundial de Clubes (2011)

### Chambéry Savoie Handball
- Liga Francesa (2001)
- Copa de la Liga de Francia (2002)

### PSG
- Liga de Francia de balonmano (4): 2015, 2016, 2017, 2018
- Copa de la Liga de balonmano (2): 2017, 2018
- Copa de Francia de balonmano (2): 2015, 2018
- Supercopa de Francia (3): 2014, 2015, 2016

### Selección nacional

#### Campeonato del Mundo
- Medalla de bronce en el Campeonato del Mundo de 2005
- Medalla de oro en el Campeonato del Mundo de 2009
- Medalla de oro en el Campeonato del Mundo de 2011

#### Campeonato de Europa
- Medalla de oro en el Campeonato de Europa de 2006
- Medalla de bronce en el Campeonato de Europa de 2008
- Medalla de oro en el Campeonato de Europa de 2010

#### Juegos Olímpicos
- Medalla de oro en los Juegos Olímpicos de Beijing 2008
- Medalla de oro en los Juegos Olímpicos de Londres 2012
- Medalla de plata en los Juegos Olímpicos de Río de Janeiro 2016

### Consideraciones personales
- IHF Jugador del Año (2012)
- Elegido mejor lateral izquierdo de los Juegos Olímpicos (2008)
- Elegido mejor lateral izquierdo de la Liga de Francia (2008)
- Elegido mejor lateral izquierdo del Campeonato Europeo (2008)
- Elegido en el equipo ideal de la Bundesliga (2012)
- Portador de la Legión de Honor